# ジョシュ・ダン
ジョシュ・ダン (Josh Dun、1988年6月18日 - )はアメリカ合衆国オハイオ州コロンバス出身のミュージシャン、ドラマー。トゥエンティ・ワン・パイロッツのドラム、トランペット、パーカッション、バックボーカルを担当している。ギター、ベース、キーボードも演奏できる。グラミー賞には6回ノミネートし、そのうち1回は受賞を果たしている。
妻は女優のデビー・ライアン。

## 来歴
1988年6月18日、ジョシュ・ダンはソーシャルワーカーである母のローラ・ダンと、理学療法士アシスタントである父のウィリアム・ダンの間に生まれる。2人の妹と1人の弟を持つ6人家族で育った。
幼少期は初めトランペットを習っており、後に独学でドラムを学び始めた。家では世俗的なポピュラーミュージックを聴くことが許されておらず、ベッドの下にそのようなミュージシャンのアルバムを隠していることを両親に見つけられてはしばしば激しく叱責されていたという。
後にギター・センターで3年間働き、そこで同僚として元トゥエンティ・ワン・パイロッツのメンバーであるクリス・サリーと出会う。
ジョシュは、元々ハウス・オブ・ヒーローズというバンドのライブサポートドラマーであったが、2011年にクリス・サリフの紹介を受けトゥエンティ・ワン・パイロッツのアルバムを聴き、後にライブへと足を運ぶと、ボーカルのタイラー・ジョゼフと意気投合し、同年にはトゥエンティ・ワン・パイロッツに加入した。

## エピソード
2012年のフジロックフェスティバルの参加に際して、高祖父がお雇い外国人のエドウィン・ダンであることを語った。しかし、実際には高祖父はエドウィン・ダンの従兄弟ではないかとも指摘されている。

## ディスコグラフィ
ハウス・オブ・ヒーローズとして
・Suburba (2010)
トゥエンティ・ワン・パイロッツとして
・リージョナル・アット・ベスト (2011)
・ヴェッセル (2013)
・ブラーリーフェイス (2015)
・トレンチ (2018)
・スケイルド・アンド・アイシー (2018)
・クランシー (2018)